# إميل لويس
إميل لويس (بالفرنسية: Émile Louis) هو سائق حافلة وقاتل متسلسل فرنسي، ولد في 21 يناير 1934 في Pontigny ‏ في فرنسا، وتوفي في 20 أكتوبر 2013 في نانسي في فرنسا.